# Rhampholeon
Rhampholeon Günther, 1874 è un genere di sauri della famiglia Chamaeleonidae.

## Tassonomia
Comprende le seguenti specie:
- Rhampholeon acuminatus Mariaux & Tilbury, 2006
- Rhampholeon beraduccii Mariaux & Tilbury, 2006
- Rhampholeon boulengeri Steindachner, 1911
- Rhampholeon chapmanorum Tilbury, 1992
- Rhampholeon gorongosae Broadley, 1971
- Rhampholeon marshalli Boulenger, 1906
- Rhampholeon moyeri Menegon, Salvidio & Tilbury, 2002
- Rhampholeon nchisiensis (Loveridge, 1953)
- Rhampholeon platyceps Günther, 1893
- Rhampholeon spectrum (Buchholz, 1874)
- Rhampholeon spinosus (Matschie, 1892)
- Rhampholeon temporalis (Matschie, 1892)
- Rhampholeon uluguruensis Tilbury & Emmrich, 1996
- Rhampholeon viridis Mariaux & Tilbury, 2006